# Danny Elfman
Danny Elfman, celým jménem Daniel Robert Elfman, (* 29. května 1953 Los Angeles, Kalifornie), je americký zpěvák a hudební skladatel. Vyrostl v Los Angeles, kde žije dodnes. Jeho druhou ženou je od roku 2003 americká herečka Bridget Fondová, se kterou má syna Olivera.
Již jako mladý projevil veliké nadání v komponování hudby. Se svým bratrem Richardem se v 70. letech živili koncertováním v Evropě, například v Paříži. Byl dlouholetým členem kapely Oingo Boingo. Ač nemá hudební vzdělání, patří ke stylově nejzajímavějším skladatelům filmové hudby. Nejčastěji spolupracuje s režisérem Timem Burtonem. Mimo jiné se stal tvůrcem hudby k úvodní znělce kresleného seriálu Simpsonovi a znělky k televiznímu seriálu Zoufalé manželky.
Rovněž složil hudbu k loutkové hře The Fortune Teller od Erika Sanka.

## Vybrané soundtracky
- Simpsonovi
- Ukradené Vánoce Tima Burtona
- Střihoruký Edward
- Krasavec Beauty
- Návrat Sommersbyho
- Dolores Claibornová
- Velká ryba
- Spy Kids
- Přízraky
- Planeta opic (2001)
- Pee Weeho velké dobrodružství
- Beetlejuice
- Dobrý Will Hunting
- Milk
- Charlotina pavučinka
- Trilogie Spiderman
- Simpsonovi - téma
- Hellboy 2: Zlatá armáda
- Terminator Salvation
- Batman (1989)
- Batman se vrací (1992)
- Karlík a továrna na čokoládu
- Mrtvá nevěsta Tima Burtona
- Zažít Woodstock
- Alenka v říši divů
- Wanted
- Avengers: Age of Ultron
- Liga spravedlnosti
- Wednesday (seriál)